# Ernst van Aaken
Ernst van Aaken (Emmerik, 16 mei 1910 - Schwalmtal-Waldniel, 2 april 1984) was een Duitse sportarts en atletiektrainer.
Van Aaken werd bekend als de loopdokter en de bedenker van de trainingsmethode van de Waldnieler duurloop. Hij stelde dat de mens in staat moest zijn de leeftijd van 100 jaar te bereiken, mits deze maar niet zo "hopeloos onbiologisch" zou leven. In de "biologische" levenswijze die hij voorstond speelde sportbeoefening een belangrijke rol, en met name de ontwikkeling van het uithoudingsvermogen. Ook meende hij dat vrouwen uiteindelijk betere duurprestaties zouden kunnen leveren dan mannen, indien de maatschappelijke beletsels werden weggenomen die hun ontwikkeling verhinderden.
Als sportarts, trainer en pleitbezorger van de nieuwe ontwikkelingen die hij voorstond richtte hij zich fanatiek op het langeafstandlopen en de training van het "pure uithoudingsvermogen" (""reine Ausdauer") met hoge kilometrages op het trainingsprogramma. Hij prees een dagelijkse duurloop aan voor iedereen, ook voor vrouwen, ouderen en kinderen, samen met matig eten en drinken. Hij bestreed de tot halverwege de jaren zestig overheersende methode van de intervaltraining. Tegelijkertijd gingen er in de Verenigde Staten ook stemmen op waarin iets dergelijks werd bepleit (de beweging van de Long Slow Distance-training).
Begin jaren zestig begeleidde Van Aaken onder meer ook de Duitse atleet Harald Norpoth, die op de Olympische Zomerspelen 1964 in Tokio zilver behaalde op de 5000 meter.
Op 16 september 1967 organiseerde hij in Waldniel een marathonloop, waaraan hij heimelijk ook twee vrouwen liet deelnemen, wat destijds nog niet geoorloofd was: deze afstand was sinds het ontstaan bij de moderne Olympische Spelen voorbehouden aan de mannen.
In 1972 werd Van Aaken tijdens zijn eigen training door een auto overreden, wat hem beide benen kostte. Sindsdien verplaatste hij zich per rolstoel en zette hij zich ook in voor rolstoelatleten.
Ter verspreiding van zijn ideeën schreef hij een aantal boeken, met als bekendste Programmiert für 100 Lebensjahre. Ook hield hij talloze lezingen, ook in de Verenigde Staten en Japan, en organiseerde hij vooral hardloopwedstrijden voor vrouwen op de marathon en ook ultralopen.